# Quai des Grands Augustins
Koordinaten: 48° 51′ 17,2″ N, 2° 20′ 31,8″ O
Der Quai des Grands Augustins ist eine Uferstraße in Paris. Er beginnt an der Place Saint-Michel 2, durchquert das Quartier de la Monnaie im 6. Arrondissement, und endet nach 354 Metern am Pont Neuf und der Rue Dauphine 1.

## Namensursprung
Der Name rührt vom Couvent des Grands-Augustins her, der hier stand und in dem später die Grands Augustins (im Unterschied zu den reformierten Petits Augustins) untergebracht waren.

## Geschichte

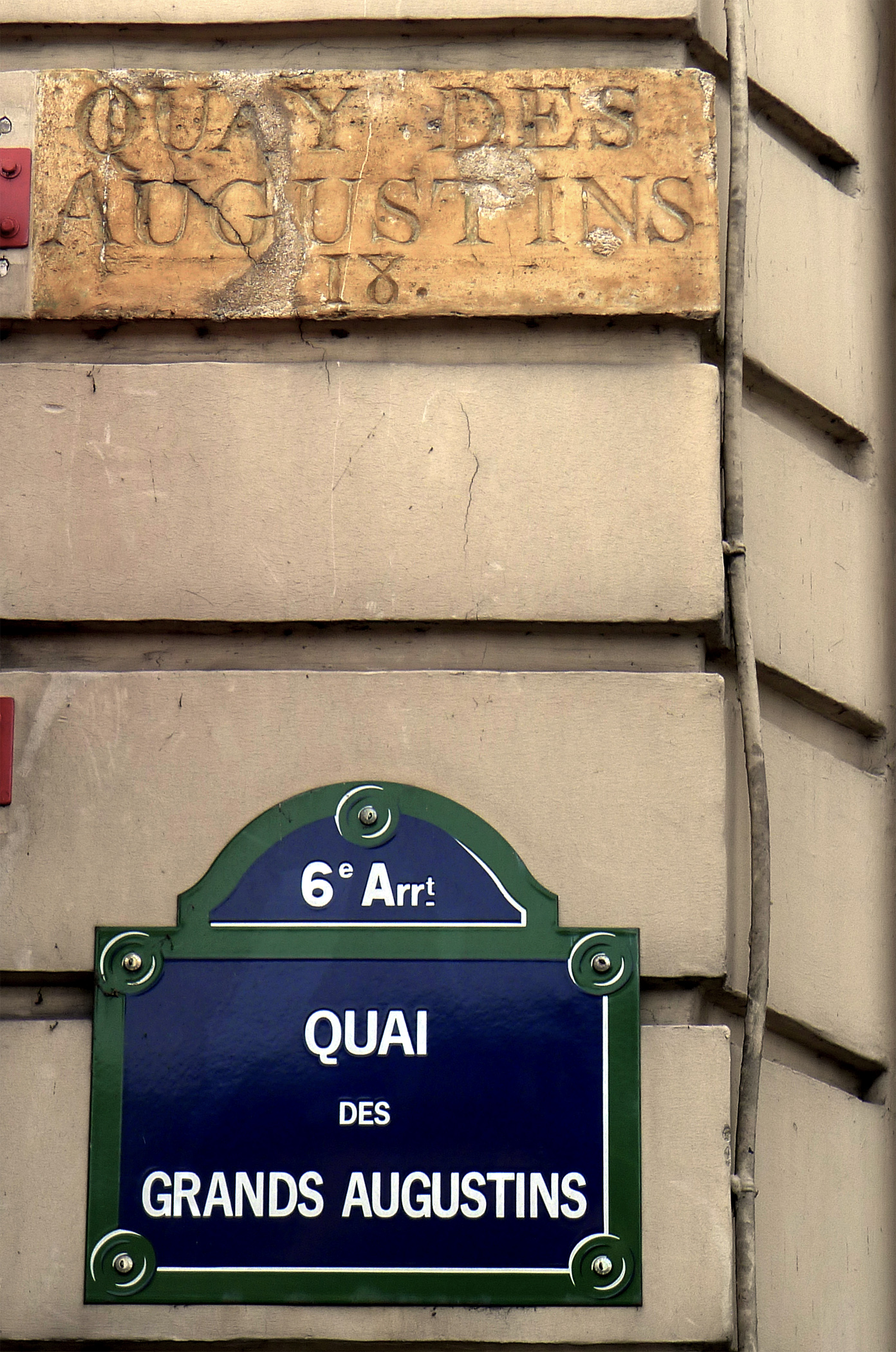
Der ehemalige Name in die Hausmauer gemeißelt, «Quay des Augustins», mit dem aktuellen Straßenschild

Der Quai des Grands Augustins ist eine sehr alte Pariser Straße. Vor der Herrschaft Philipps des Schönen diente nur ein mit Weiden bepflanztes Stück Land als Promenade für die Bewohner des Viertels. Hochwasser machten den Zugang jedoch schwierig und ruinierten die anliegenden Häuser. Diese Beeinträchtigungen wurden so groß, dass Philipp IV. den Prévôt des marchands von Paris mit Schreiben vom 9. Juni 1231 beauftragte, hier eine Uferbefestigung (Kai) bauen zu lassen. In einem Brief vom 20. Mai des folgenden Jahres beschwerte er sich beim Magistrat, dass seine Anordnung so sehr verzögert werde. Der Kai wurde dann im Laufe 1389 fertig. Man nannte ihn zuerst «Rue de Seine par où l'on va aux Augustins», dann «rue du Pont-Neuf qui va aux Augustins» in Anlehnung an den Pont Saint-Michel, damals noch mit dem Namen «le Pont–Neuf». Es folgten weitere Namen, wie Rue des Augustins, später dann Quai des Augustins, Quai de la Rivière und Quai de la Vallée. Der Teil zwischen der Place Saint-Michel und der Rue Gît-le-Cœur (früher Rue Gilles le Queux) hieß bis 1806 Rue du Hurepoix und wurde dann dem Quai zugeschlagen (sie auch Plan de Turgot aus der Zeit zwischen 1734 und 1736). Die linke Seite (ungerade Hausnummern) der Rue du Hurepoix blieb im Bereich der Uferstraße weniger breit, da sie nicht abgerissen worden war.
Die Neugestaltung der Place Saint-Michel hat die Zerstörung der Häuser N° 1 und 9 zur Folge.

## Sehenswürdigkeiten
- Haus Nr. 15: Cabaret L'Écluse: Hier trat zum ersten Mal Barbara auf; andere bekannte Sänger, Musiker und Schauspieler hatten hier gastiert: Jacques Brel, Raymond Devos, Léo Ferré, Marcel Marceau und Philippe Noiret.
- Haus Nr. 21: Jacques-Henri Bernardin de Saint-Pierre, Autor von Paul et Virginie, wohnte 1786 hier und 1831 George Sand.
- Haus Nr. 25: die Eltern von Albert Marquet zogen hier 1905 ein, der Künstler hatte hier sein Atelier, wo er zahlreichen Ansichten der Uferstraße malte. - Hier wohnte auch Georges Fully, Widerstandskämpfer, nach Dachau deportiert, Mediziner, er trat für Freiheit und Gerechtigkeit ein, war Inspekteur der Gefängnisverwaltung, am 20. Juni 1973 wurde er in Ausübung seines Dienstes ermordet.[3]
- Haus Nr. 35: Hôtel Feydeau de Montholon, als Monument historique eingestuft.[4]
- Haus Nr. 51: Restaurant Lapérouse, Ecke Quai und Rue des Grands-Augustins.
- Haus Nr. 53–57: Augustinerkonvent (nicht mehr existent)

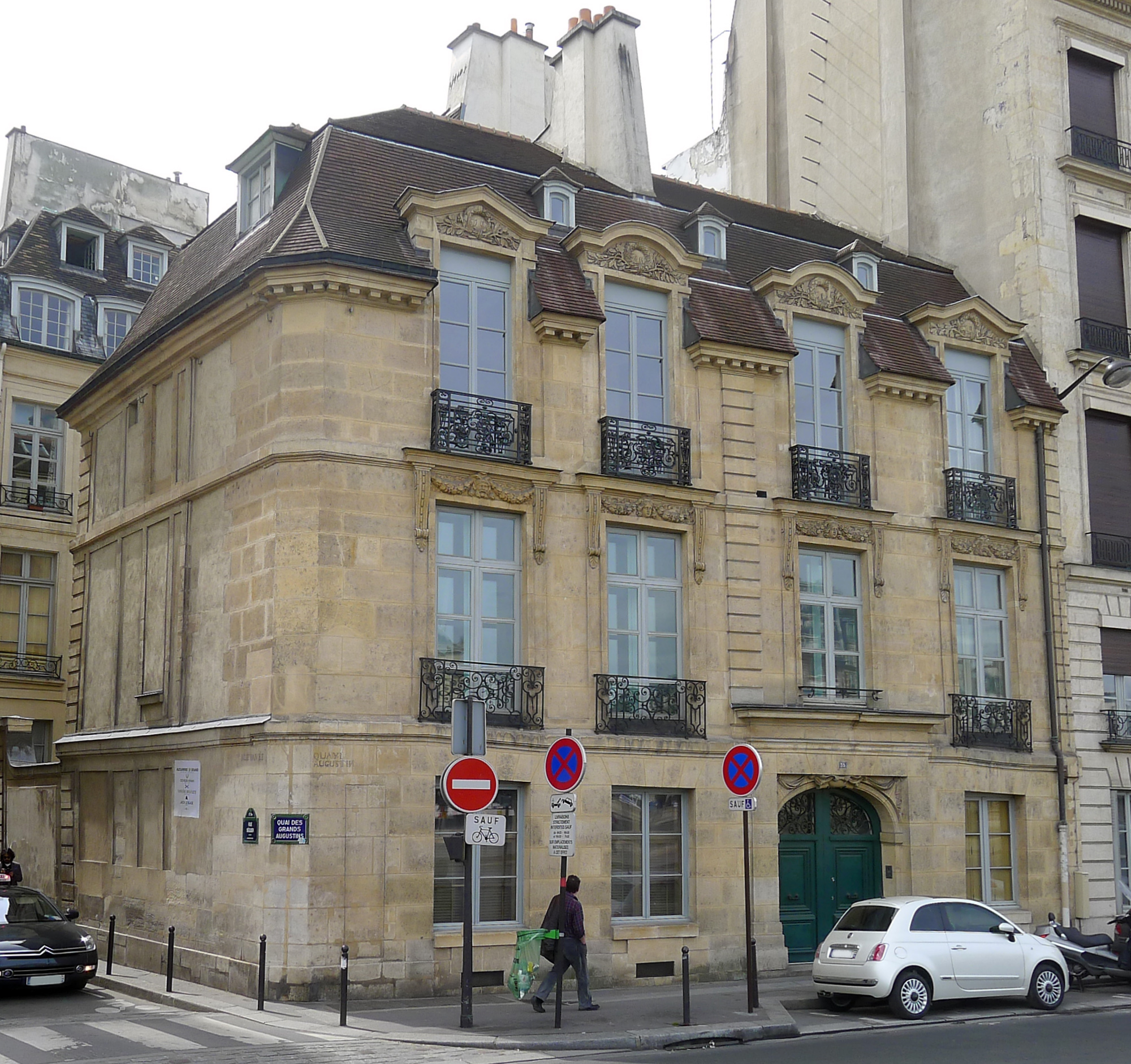
Hôtel Feydeau de Montholon gesehen vom Quai des Grands-Augustins
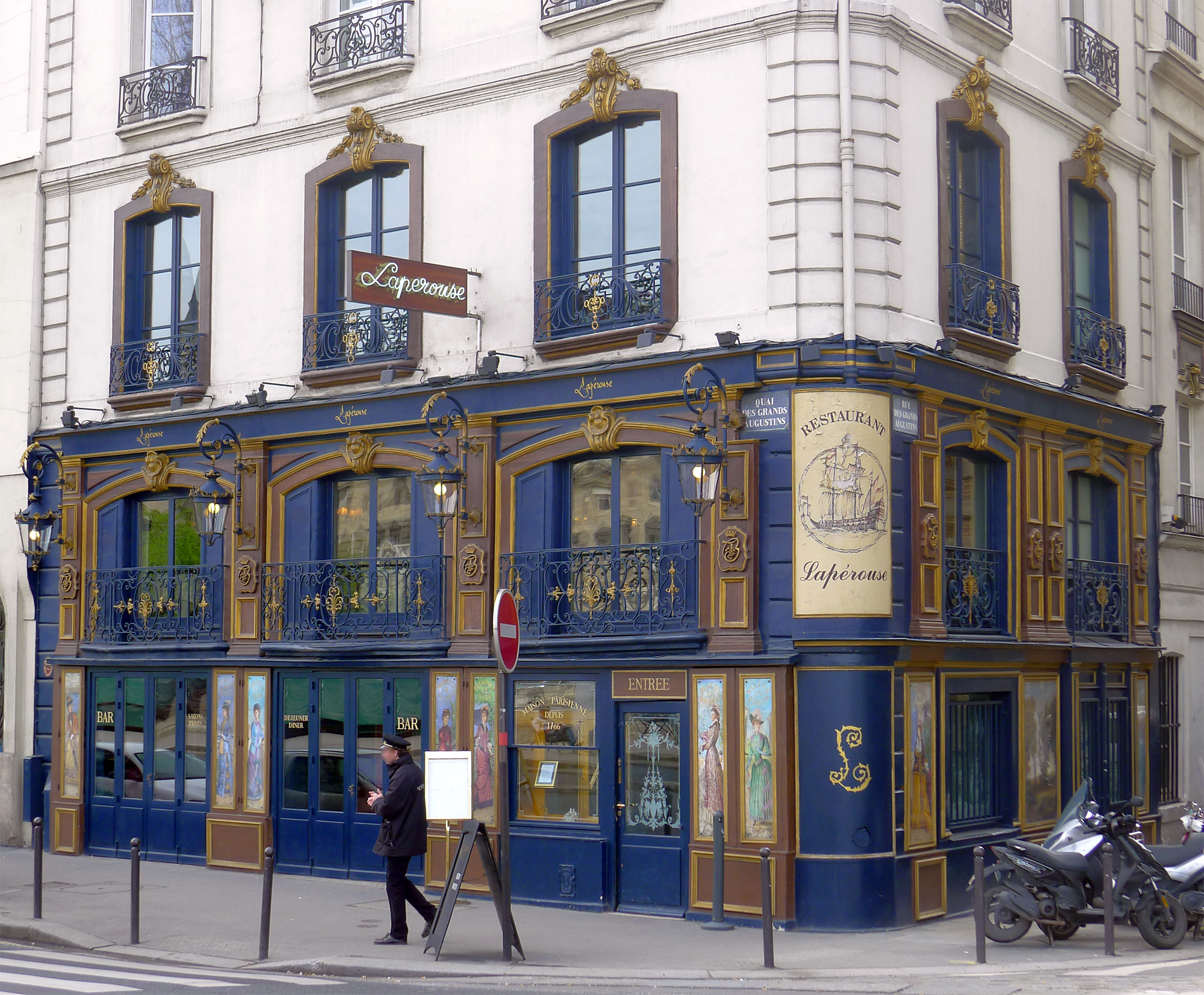
Restaurant Lapérouse.
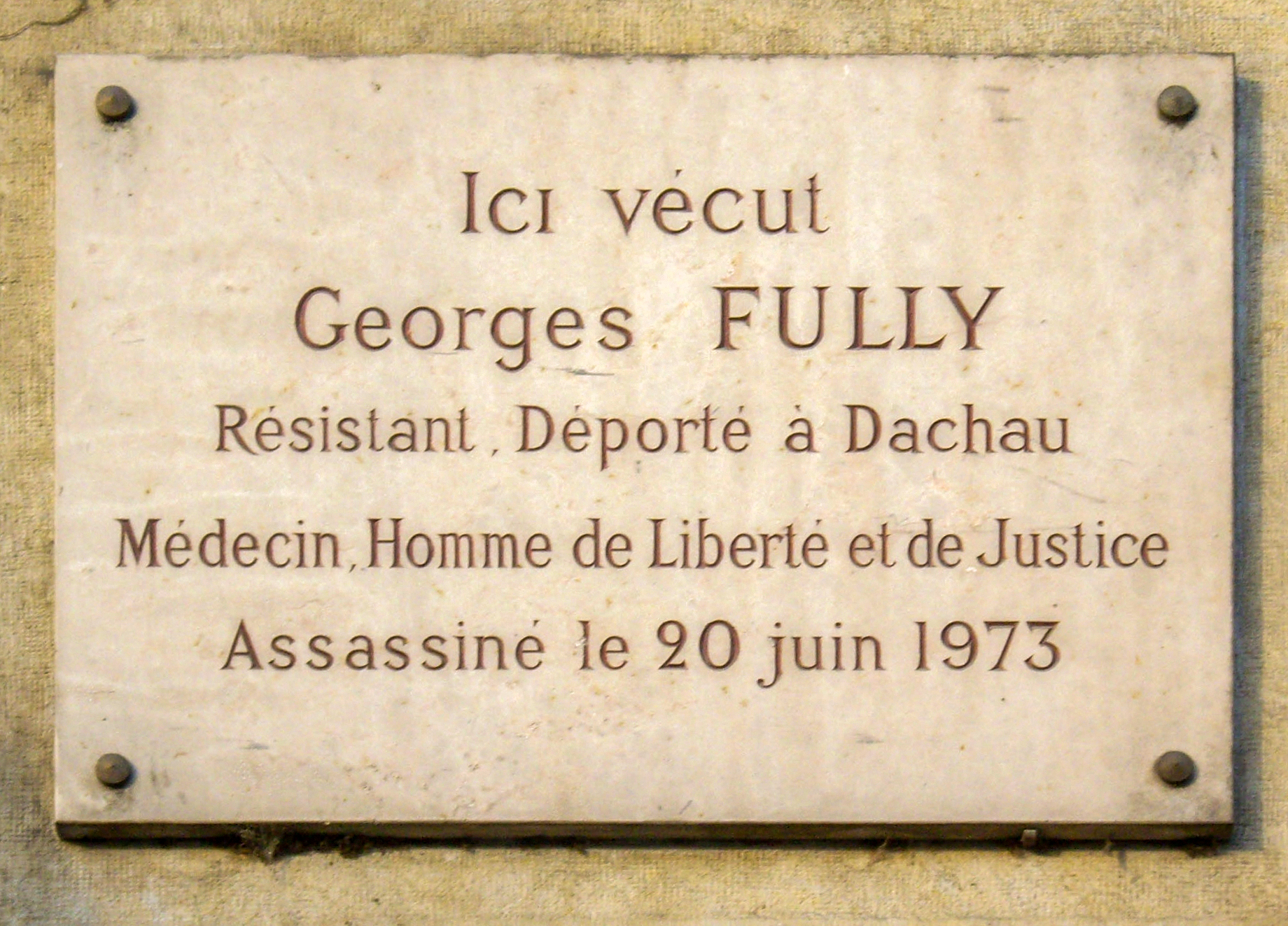
Erinnerungstafel am Haus Nr. 25